# علم واشنطن (ولاية)

علم ولاية واشنطن

أعتمد علم ولاية واشنطن في يوم 7 حزيران - يونيو من عام 1923 . وعلم الولاية يتكون من خلفية خضراء يوجد عليها شعار الولاية المتمثلة بصورة أول رئيس للولايات المتحدة جورج واشنطن .